# IFPI Greece
Міжнародна федерація виробників фонограм Греції, або просто IFPI Greece — грецька філія міжнародної федерації виробників фонограм (IFPI) та офіційний постачальник чартів та орган сертифікації музичних творів Греції. Асоціація публікує топ-75 комбінованих репертуарних альбомів, становлячи чарт продажів. Чарти публікуються IFPI Greece та спонсоруються Cyta Hellas.
Внутрішня торгова назва IFPI Greece — Ένωση Ελλήνων Παραγωγών Ηχογραφημάτων (ΕΕΠΗ). Однак зазвичай згадується як IFPI Greece.

## Чарти IFPI Greece

### Історія
IFPI Greece заснував перші офіційні музичні чарти в Греції в 1989. Було два чарти топ-20 альбомів, один для вітчизняного, а другий для зарубіжного репертуару. Права на трансляцію чартів було придбано компанією ANT1 radio.
Розуміючи важливість наявності національного чарту, який «допоміг повернути грецьку музичну індустрію у полі зору громадськості», IFPI прагнув використати систему, в якій альбоми відстежувалися б на основі фактичних продажів публіці, а не кількості роздрібних поставок, як це було раніше використано. Планувалося, що ці реформовані чарти працюватимуть до початку 1992 року, однак повний перегляд методу побудови чартів так і не було здійснено, і майбутні чарти були знову засновані на поставках, цього разу з скоригованими цифрами через вибірку запасів магазину записів для формування оцінки фактичних споживчих продаж.
У березні 2009 року IFPI Greece оголосила, що вони закриють свої чарти на певний час, щоб оновити свою систему побудови чартів. Відбуватиметься перехід від оптових (виробник до роздрібного продавця) до точкових (роздрібний продавець до споживача) продажів, а також інтеграція легальних цифрових завантажень. Впровадження методу відстеження торгових точок дозволить вирішити давню проблему точного відстеження споживчих продажів, невирішену проблему, виявлену з 1991 з першим припиненням використання чартів. Увімкнення цифрових завантажень також підштовхне до відродження сингл-чарта, оскільки зниження продажів та випусків CD-синглів призвело до припинення фізичного сингл-чарту. Nielsen Soundscan вже займається моніторингом цифрових завантажень, що продаються в Греції, який складений у чартах, опубліковану в даний час у розділі міжнародних чартів Billboard.
У січні 2010 року IFPI Greece оголосила, що вони знову почнуть надавати топ-50 зарубіжних альбомів на своєму веб-сайті, хоча реформована система побудови чартів ще не функціонує. Таким чином, Top 50 Foreign Albums chart продовжує використовувати стару систему побудови чартів, у той час як це єдиний чарт, який вони надають. IFPI дебютував у своєму новому чарті на початку жовтня 2010 року. Новий чарт, Top 75 Combined Repertoire, в даний час є єдиним чартом IFPI Greece та списки топ-75 вітчизняних та зарубіжних альбомів у країні.

### Поточні чарти

#### Top 75 albums
Чарт Top 75 Combined Repertoire — офіційний альбомний чарт Греції. Він дебютував у жовтні 2010 року, замінивши та об'єднавши попередні окремі грекомовні та іноземні альбомні чарти.

#### Top 200 Airplay chart
2011 року IFPI Греція стала партнером нової служби радіомоніторингу під назвою MediaInspector (www.mediainspector.gr) для надання офіційного airplay chart. Компанія контролює загалом понад 450 радіостанцій по всій Греції та складає зведений репертуар Top 200 airplay chart, частина якого доступна у відкритому доступі за адресою www.airplaychart.gr.

### Колишні чарти

#### Top 50 Greek Albums
Top 50 Greek Albums (Top 50 Ελληνικών Aλμπουμ) — чарт був офіційним альбомним чартом Греції для грекомовного репертуару. Продаж внутрішнього репертуару вищий у Греції порівняно з іншими країнами IFPI, що перевищує продаж іноземного репертуару. Роботу чарту було припинено у березні 2009 року, а потім замінено Top 75 Combined Repertoire.

#### Top 50 Foreign Albums
Top 50 Foreign Albums (Top 50 Ξένων Aλμπουμ) — чарт був офіційним чартом продажів для Греції іноземного репертуару. Роботу чарту було припинено у березні 2009 року, а потім замінено на Top 75 Combined Repertoire.

### Ступені сертифікації

#### Вітчизняний репертуар
| Рік             | Золотий | Платиновий |
| --------------- | ------- | ---------- |
| До 1990         | 50,000  | 100,000    |
| 1990-1997       | 30,000  | 60,000     |
| 1997-09/2002    | 25,000  | 50,000     |
| 09/2002-09/2006 | 20,000  | 40,000     |
| 09/2006-07/2008 | 15,000  | 30,000     |
| 07/2008-т. ч.   | 6,000   | 12,000     |

#### Зарубіжний репертуар
| Рік             | Золотий | Платиновий |
| --------------- | ------- | ---------- |
| 1997-09/2002    | 15,000  | 30,000     |
| 09/2002-09/2006 | 10,000  | 20,000     |
| 09/2006-06/2007 | 7,500   | 15,000     |
| 06/2007-07/2008 | 5,000   | 10,000     |
| 07/2008-т. ч.   | 3,000   | 6,000      |

До 1997 року граничні значення продажів для іноземного репертуару були такими ж, як і для вітчизняного.

#### DVD
- Золотий: 3,000
- Платиновий: 6,000[9]

До липня 2008 року порогові значення становили 5,000 та 10,000 примірників відповідно.

#### Сингли
(нині неактивний)
- Золотий: 3,000
- Платиновий: 6,000[9]

До червня 2007 року порогові значення становили 7,500 та 15,000 примірників відповідно.

## Чарти Кіпру
Музична промисловість Кіпру багато в чому повторює грецьку. Практично всі грецькі та більшість зарубіжних музичних релізів випускаються звукозаписними компаніями Греції. Сертифікати на продаж альбомів на Кіпрі відрізняються від грецьких: альбоми сертифіковані золотими з продажами (замість поставок) у 3,000 примірників та платиновими з продажами у 6,000 примірників. (1,500 для золотих синглів/DVD і 3,000 для платини).

## Церемонії нагород

### Arion Music Awards (2002—2007)
Музичні нагороди Arion були офіційними галузевими нагородами, організованими грецьким хіт-парадом IFPI Greece. Нагороди названі на честь давньогрецького поета Аріона як вираження різноманітності грецької музики. Нагороди дебютували в 2002 році після припинення «Pop Corn Music Awards», які організовувалися неіснуючим грецьким журналом «Pop Corn» з початку 1990-х років до 2001 року. Arions транслювався Mega Channel протягом перших п'яти років перед переїздом на канал ANT1. У перші роки нагороди були високо оцінені промисловістю та глядачами, допомагаючи продемонструвати аудиторії індустрію, що стоїть за музикою, і підвищуючи обізнаність щодо проблем бутлегованих і контрафактних компакт-дисків. Вони також ефективно збалансували більшість жанрів, присутніх на місцевому ринку. З 2007 року призупинили нагородження з різних причин, починаючи від падіння телевізійних рейтингів, низької відвідуваності артистів і закінчуючи загальною кризою в грецькій дискографії, пов’язаною з падінням продажів і серйозними порушеннями. Нагорода MAD Video Music Awards, яку вручає музичний телеканал MAD TV, який переважно нагороджує музичні відео, наразі є єдиною музичною нагородою в Греції.